# 1 E18 m
Pour aider à comparer les ordres de grandeur des différentes longueurs, voici une liste de longueurs de l'ordre de 1018 m, soit environ 100 années-lumière (al) :
- 1,0×1018 m = 1 Em = 1 000 Pm = 110 al
- 1,6×1018 m (170 al) : diamètre de l'amas d'Hercule, un amas globulaire
- 6,0×1018 m (630 al) : diamètre d'Omega Centauri, l'un des plus grands amas globulaires connus, contenant peut-être plus d'un million d'étoiles